# Emílio Júlio Hess
Emílio Júlio Hess (Rio de Janeiro, 27 de junho de 1868 - 2 de julho de 1926) foi um oficial da Marinha do Brasil que alcançou a patente de Vice-almirante. Hess foi um dos pioneiros na introdução do submarino no país, além de ter desenvolvido uma tecnologia que aprimorava a eficiência da propulsão desse meio naval. 

## Biografia
Emílio Júlio Hess nasceu no Rio de Janeiro em 27 de junho de 1868. Aos dezessete anos, atingiu o posto de aspirante de segunda classe na Marinha do Brasil e aos dezenove, de primeira classe. Em 1890, atingiu a patente de guarda-marinha e, em seguida, serviu a bordo dos navios de guerra  Niterói e Sete de Setembro. Logo depois, foi transferido para o Corpo de Engenheiros Navais onde se especializou em construção naval. Anos depois, Hess foi para os Estados Unidos para estudar o submersível Lake e retornou com experiências que o ajudariam a desenvolver seu próprio protótipo.
Em 1905, como resultado de sua ida à América do Norte, apresentou um projeto de aproveitamento mais eficiente do combustível empregado nas caldeiras dos submarinos, conhecido como Caldeira Hess. Essa tecnologia unificava os modos de navegação em superfície e em imersão. Ainda em 1905, Hess desenvolveu um protótipo de submersível que tinha 38 metros de comprimento e 175 toneladas de peso. A marinha submeteu o projeto de Hess para apreciação de construtores europeus antes de autorizar a construção. A empresa Farfield apresentou as melhores condições de desenvolvimento e custo, com o protótipo passando a se chamar Hess-Farfield. Pela elaboração desse protótipo foi considerado um dos pioneiros na construção de submarinos no Brasil. No entanto, apesar de ter sido bem aceito pelo comando naval, e sua construção autorizada, o projeto não foi executado.
Em 1906, foi promovido a primeiro-tenente e recebeu alguns cargos temporários relativos à área de construção naval no Arsenal de Marinha do Pará. No ano seguinte, foi designado para chefiar a operação de salvamento da torpedeira Pedro Afonso que naufragara próximo à Angra dos Reis, além de assumir o cargo de ajudante de ordens do encarregado de Construções Navais do Arsenal de Marinha do Rio de Janeiro. Hess viajou à Europa em 1907 como um dos designados para fiscalizar a construção das embarcações do plano naval da marinha de 1904.
Em 1913, Hess foi promovido ao posto de capitão de corveta, em 1915 a capitão de fragata, em 1918 a capitão de mar e guerra, em 1921 a Contra-almirante e finalmente, em 1923 a Vice-almirante. Faleceu no dia 2 de julho de 1926, aos 58 anos. Em sua homenagem,  a Marinha do Brasil batizou um de seus navios com seu nome, o Aviso de Apoio Costeiro Almirante Hess, comissionado em 2 de dezembro de 1983.